# Lysiphyllum hookeri
Lysiphyllum hookeri är en ärtväxtart som först beskrevs av Ferdinand von Mueller, och fick sitt nu gällande namn av Leslie Pedley. Lysiphyllum hookeri ingår i släktet Lysiphyllum och familjen ärtväxter. Inga underarter finns listade i Catalogue of Life.

## Bildgalleri

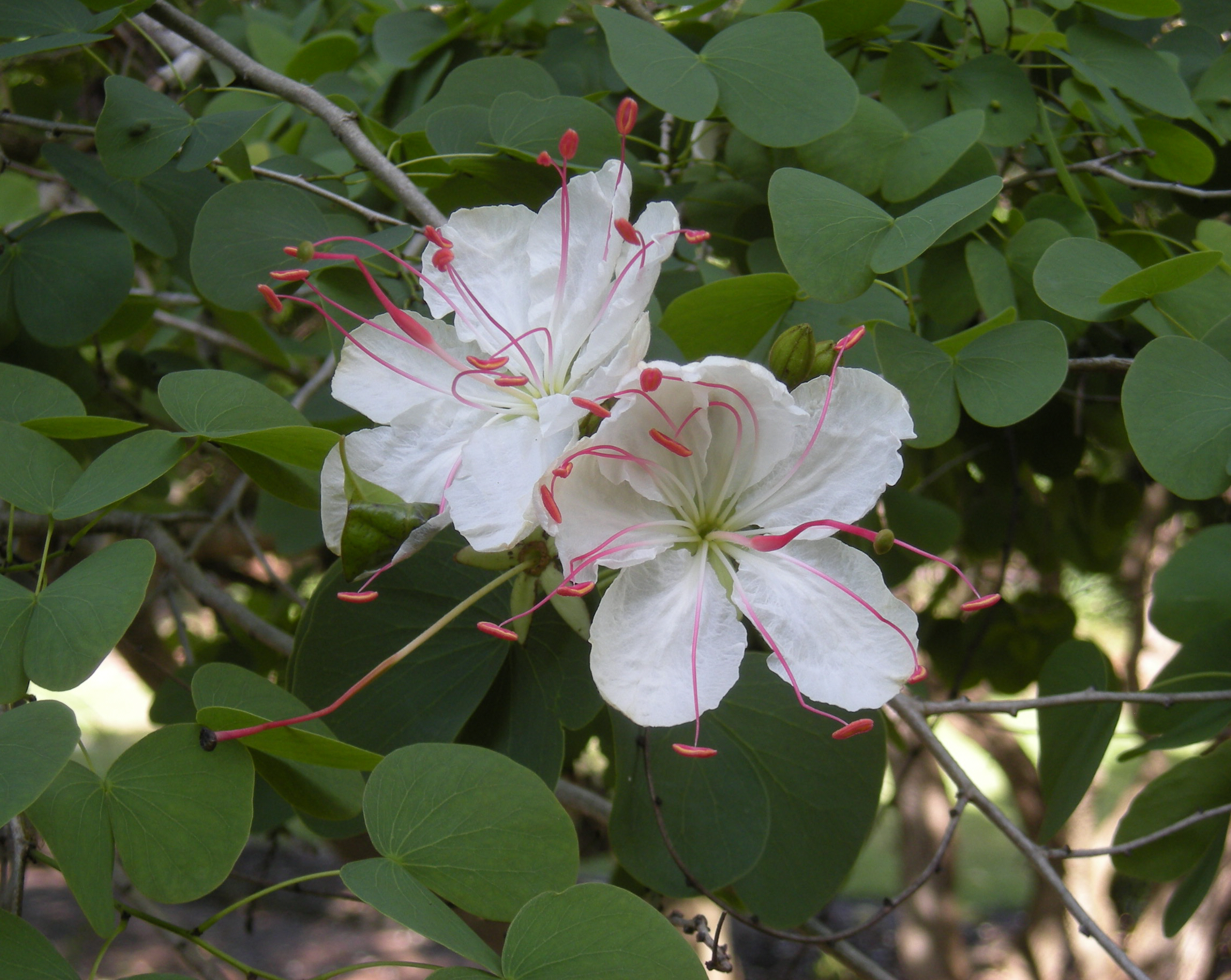